# Варгановский сельсовет
Варгановский сельсовет — упразднённые административно-территориальная единица и муниципальное образование (сельское поселение) в Щучанском районе Курганской области Российской Федерации.
Административный центр — село Варгановское.
9 января 2022 года сельсовет был упразднён в связи с преобразованием муниципального района в муниципальный округ.

## История
Статус и границы установлены Законом Курганской области от 3 декабря 2004 года № 885 «Об установлении границ муниципального образования Варгановского сельсовета, входящего в состав муниципального образования Щучанского района».

## Население
| 1989 | 2002 | 2004 | 2010 | 2012 | 2013 | 2014 |
| ---- | ---- | ---- | ---- | ---- | ---- | ---- |
| 495  | ↘426 | ↗427 | ↘308 | ↘288 | ↘284 | ↘275 |
| 2015 | 2016 | 2017 | 2018 | 2019 | 2020 |      |
| ↘266 | ↘248 | ↘238 | ↗251 | ↘239 | ↘225 |      |

## Состав сельского поселения
| № | Населённый пункт | Тип населённого пункта       | Население |
| - | ---------------- | ---------------------------- | --------- |
| 1 | Варгановское     | село, административный центр | ↘233      |
| 2 | Новокалмаково    | деревня                      | ↘75       |